# William Bright
William Bright (Oxnard (Califòrnia), 13 d'agost de 1928 – Louisville (Colorado), 15 d'octubre de 2006) fou un lingüista estatunidenc especialitzat en lingüística descriptiva i llengües ameríndies i d'Àsia meridional.
Bright va obtenir una llicenciatura en lingüística el 1949 i un doctorat en el mateix camp el 1955, ambdós de la Universitat de Califòrnia, Berkeley. Va ser professor de lingüística i antropologia a la UCLA 1959-1988. Després es va traslladar a la Universitat de Colorado a Boulder, on va romandre a la facultat fins a la seva mort.
Bright era una autoritat en llengües nadiues i cultures de Califòrnia, i era especialment conegut pel seu treball dels karok, una llengua ameríndida del nord-oest de Califòrnia. El seu estudi de la llengua va ser el primer que es realitzà sota els auspicis de la Survey of California and Other Indian Languages. Va ser nomenat membre honorari de la tribu Karuk, el primer no amerindi en rebre aquest honor, en reconeixement dels seus esforços per documentar i preservar llur la seva llengua, que va donar lloc al seu ressorgiment. Bright també és conegut per les seves recerques en les llengües ameríndies nàhuatl, kaqchikel, luiseño, ute, wishram, cahuilla (amb Katherine Saubel) i yurok, i les d'Àsia meridional lushai, kannada, tàmil, i tulu. Cal destacar que són les seves contribucions al coneixement toponímic sobre noms de llocs i la seva importància lingüística de les tribus i bandes de Califòrnia.
Bright fou editor de Language, la publicació de la Linguistic Society of America, de 1966 a 1988 i de Language in Society de 1993 a 1999. Fou editor fundador de Written Language and Literacy, que fou editada des de 1997 fins a 2003. Va servir com a president de la Linguistic Society of America el 1989.
És el pare de l'autora Susie Bright. En els darrers anys de la seva vida va estar casat amb Lise Menn. Va morir d'un tumor cerebral.